# Giovanni Zacchei
Giovanni Zacchei (Pistoia, ... – Perugia, 1381) è stato un vescovo cattolico italiano.

## Biografia
Nato a Pistoia e facente parte dell'ordine dei frati predicatori, nel maggio del 1377 fu nominato vescovo dell'Aquila da papa Gregorio XI. Durante il suo episcopato iniziò lo scisma d'Occidente e Zacchei si schierò dalla parte dell'antipapa Clemente VII, scelta divisiva per la cittadinanza aquilana. Nel 1381 fu chiamato a Perugia per la risoluzione di una controversia e lì morì, venendo sepolto nella chiesa di San Francesco al Prato.